# اپیگلوت
اپی‌گلوت یا برچاکنای (به انگلیسی: Epiglottis) دریچه ای برگی شکل در گلو است که از ورود غذا و آب به نای و ریه ها جلوگیری می کند. این دریچه در طول تنفس باز می ماند و به هوا اجازه ورود به حنجره را می دهد. در حین بلع، برای جلوگیری از آسپیراسیون ریوی (انسداد مجرای هوا) در نتیجه ورود غذا، بسته می شود. اپی‌گلوت سبب به مایعات یا غذای بلعیده شده کمک می کند که در امتداد مری به سمت معده حرکت کنند.
اپی گلوت از غضروفِ پوشیده شده با یک غشای مخاطی ساخته شده است که به ورودی حنجره متصل است. این دریچه به سمت بالا و عقب در پشت زبان و امتداد استخوان هیوئید قرار دارد.
اپی گلوت ممکن است دچار التهاب شود و اپی‌گلوتیت را ایجاد کند. این عارضه بیشتر به دلیل باکتری هموفیلوس آنفلوآنزا ایجاد می‌شود و به کمک واکسن قابل پیشگیری است. اختلال عملکرد این دریچه ممکن است باعث استنشاق غذا (آسپیراسیون) و ذات الریه یا انسداد راه هوایی شود. اپی گلوت همچنین بخش مهمی برای لوله‌گذاری تراشه است.